# Nelloptodes gretae
Nelloptodes gretae («Неллоптод Ґрети») — вид жуків родини перокрилок (Ptiliidae). Свою назву вид отримав у жовтні 2019 року на честь активістки Ґрети Тунберґ.

## Таксономія
Вперше вид було описано 2019-го року британським ентомологом Майклом Дербі за матеріалами експедиції Вільяма Блока (W.C. Block) до Уганди та Кенії 1964—1965 років, колекції якої передані до Лондонського музею природничої історії 1978-го року. Досліджуючи під мікроскопом зразки з цієї колекції Дербі знайшов там новий вид, що увійшов до складу нового роду Nelloptodes Darby, 2019 разом з видами Nelloptodes blocki, Nelloptodes globulus, Nelloptodes keitai.